# Balanococcus
Balanococcus är ett släkte av insekter som beskrevs av Williams 1962. Balanococcus ingår i familjen ullsköldlöss.

## Dottertaxa tillBalanococcus, i alfabetisk ordning[1][2]
- Balanococcus aberrans
- Balanococcus acerbus
- Balanococcus agnostus
- Balanococcus alpigenus
- Balanococcus apoensis
- Balanococcus boratynskii
- Balanococcus botulus
- Balanococcus caucasicus
- Balanococcus celmisiae
- Balanococcus cockaynei
- Balanococcus conglobatus
- Balanococcus contextus
- Balanococcus cordylinidis
- Balanococcus cortaderiae
- Balanococcus danthoniae
- Balanococcus diminutus
- Balanococcus dracophylli
- Balanococcus gahniicola
- Balanococcus lianae
- Balanococcus mayae
- Balanococcus mediterraneus
- Balanococcus nelsonensis
- Balanococcus notodanthoniae
- Balanococcus orientalis
- Balanococcus poae
- Balanococcus santilongi
- Balanococcus scirpi
- Balanococcus sexaspinus
- Balanococcus singularis
- Balanococcus summus
- Balanococcus takahashii
- Balanococcus tunakinensis
- Balanococcus turriseta
- Balanococcus wisei